# Falcón
Falcón er en af Venezuelas 23 delstater (estados).
11°24′24″N 69°40′40″V / 11.4067°N 69.6778°V